# Nelson Pinedo
Napoleón Nelson Pinedo Fedullo, né le 10 février 1928 à Barranquilla et mort le 27 octobre 2016 à Valencia, est un chanteur colombien surnommé El Almirante del Ritmo (L'amiral du rythme) et El pollo barranquillero (Le poulet barranquillero).

## Discographie
- Una Noche en Caracas
- Nelson Pinedo Sings
- Sonora Matancera: Invite you to Dance
- Sonora Matancera: Desfile de Estrellas
- El Rítmico
- Cortijo Combo
- A Bailar Merecumbé Con Pacho Galán, con Pacho Galán y su Orquesta
- A Latin in América
- En Venezuela, con  "Chucho" Sanoja y su Orquesta
- ¿Quién Será?
- La Esquina del Movimiento